# Hans Peter Johan Lyngbye
Hans Peter Johan Lyngbye (født 15. juli 1834 på Vallø Slot, død 15. april 1920 i København) var en dansk grosserer og konferensråd.
Lyngbye, der var søn af kantor og løjtnant ved Kongens Livkorps, Hans Peter Johan Lyngbye og Ida Christine Monrath, blev student som privatist i 1851 og cand.phil. året efter. Han havde haft til hensigt at studere jura, men kom i lære i Emil Z. Svitzers virksomhed. Svitzer, som var hans stedfader, havde en tømmerhandel og drev også den bjergningsentreprise, som senere fik hans navn. I 1863 indtrådte Lyngbye i stedfaderens firma.
I 1872 omdannedes bjergningsentreprisen til et aktieselskab, og efter Svitzers død i 1886, overtog Lyngbye trælastfirmaet og blev direktør i bjergningsentreprisen.

## Andre hverv[1]
Lyngbye var medlem af Sø- og Handelsretten 1872–1907 og af Grosserer-Societetets komité 1883–1912. I 1887 blev han medlem af Privatbankens bankråd.
Mellem 1895 og 1920 var Lyngbye direktør i Søe-Assurance Compagniet, og fra 1913 formand for dets bestyrelse. 
Fra 1884 var Lyngbye også medlem af bestyrelsen i den stiftelse der ejede skoleskibet Georg Stage.
Lyngbye blev gift med Svitzers datter fra et tidligere ægteskab,  Emilia Andrea Cathinka Henriette Wilhelmine Svitzer, den 21 september 1860.

## Udnævnelser
Lyngbye blev udnævnt til Ridder af Dannebrog i 1879, og til etatsråd i 1892. I 1899 fik han Dannebrogordenens Hæderstegn og i 1904 blev han udnævnt til kommandør af Dannebrog. I 1908 fik han titelen konferensråd.
Lyngbye er afbildet på P. S. Krøyers maleri Fra Københavns Børs.